# Yohan Pino
Pour les articles homonymes, voir Pino (homonymie).
Yohan José Pino Alana (né le 26 décembre 1983 à Turmero, Aragua, Venezuela) est un lanceur droitier de baseball.

## Carrière
Yohan Pino signe son premier contrat professionnel en 2004 avec les Twins du Minnesota. Il joue près de 5 saisons complètes en ligues mineures avec des clubs affiliés aux Twins avant d'être impliqué dans une transaction le 28 août 2009. À cette occasion, Pino est transféré à la franchise des Indians de Cleveland pour compléter l'échange du 7 août précédent ayant envoyé au Minnesota le lanceur droitier Carl Pavano. Il rejoint un club-école des Indians en ligues mineures et est éventuellement transféré aux Blue Jays de Toronto en avril 2011. Il joue dans les mineure avec des clubs affiliés aux Jays jusqu'en 2012 et aux Reds de Cincinnati en 2013 avant de revenir dans le giron des Twins en 2014 et se rapporter à leur club-école de niveau AAA à Rochester.
Le vétéran des ligues mineures fait enfin ses débuts dans le baseball majeur avec les Twins du Minnesota le 19 juin 2014. À 30 ans, Pino est dans l'histoire de la franchise le lanceur partant le plus âgé à entreprendre une carrière dans les majeures. Il répond bien à ce premier appel avec un match de 7 retraits sur des prises en 7 manches lancées face aux White Sox de Chicago, mais il quitte le match sur une égalité, ce qui l'empêche de savourer une première victoire. Il lance 60 manches et un tiers en 11 départs pour les Twins en 2014. Gagnant de deux matchs contre 5 défaites pour le club de dernière place, il maintient une moyenne de points mérités de 5,07. Il remporte sa première victoire dans les majeures le 10 juillet 2014 à l'occasion d'une visite des Twins aux Mariners de Seattle.
Le 15 décembre 2014, Pino rejoint les Royals de Kansas City. Il joue 7 matchs des Royals durant la saison 2015.